# Arthur Chaskalson
Arthur Chaskalson, SCOB (* 24. November 1931 in Johannesburg; † 1. Dezember 2012 ebenda) war ein südafrikanischer Jurist und Richter am Verfassungsgericht der Republik Südafrika. Ab 1994 hatte er die Stelle des Chief Justice of South Africa inne und nach deren Zusammenführung mit der Leitung des Verfassungsgerichts war er von 2001 bis 2005 als dessen Vorsitzender tätig.

## Ausbildung und beruflicher Werdegang
Chaskalson wurde als Sohn eines jüdisch-stämmigen Unternehmers geboren und erhielt seine Schulbildung am Hilton College. Sein Studium absolvierte er an der Witwatersrand-Universität, wo ihm 1952 ein Abschluss in Wirtschaftswissenschaften und zwei Jahre später der Bachelor of Laws verliehen wurde. Während seiner Studienzeit engagierte er sich in der Fußballmannschaft seiner Universität und wurde 1952 für eine südafrika-weite Landesauswahl nominiert.
1956 erhielt Chaskalson in Johannesburg seine Zulassung als Rechtsanwalt. Während seiner anwaltlichen Tätigkeit nahm er an zahlreichen politischen Prozessen teil und verteidigte Apartheidsgegner. Bekanntheit erlangte er als Mitglied des Teams der Verteidiger im Rivonia-Prozess, in dem führende Mitglieder des ANC, darunter Nelson Mandela und Walter Sisulu, zu langjährigen Haftstrafen verurteilt wurden. Dem Team unter Leitung von Bram Fischer gelang es, die Todesstrafe für die Angeklagten abzuwenden. Neben dieser Tätigkeit war Chaskalson vorwiegend im Bereich des Wirtschaftsrechts tätig. 1979 zählte er zu den Gründer des Legal Resources Centre, als dessen Direktor er sich von 1979 bis 1993 gegen die Apartheid einsetzte. Zudem war er in der Rechtsanwaltskammer von Johannesburg aktiv, der er zwischen 1967 und 1971 sowie von 1973 bis 1982 angehörte und deren Vorsitzender er 1976 und 1982 war. Von 1982 bis 1987 war er stellvertretender Vorsitzender der Rechtsanwaltskammer Südafrikas. Ab 1985 gehörte er zu den Verteidigern im Delmas Treason Trial.
Auch innerhalb der Juristenausbildung übernahm er Aufgaben. So gehörte er zwischen 1979 und 1991 dem National Bar Examination Board an. Seiner Alma Mater blieb er als Mitglied des Verwaltungsrats verbunden, dem er ab 1979 für zwanzig Jahre angehörte. 1987, 1988 und 2004 nahm er eine Gastprofessur an der Columbia University wahr. Von Dezember 1989 bis März 1990 beriet er die Regierung Namibias bei der Ausarbeitung der Verfassung des Landes. 1994 wurde Chaskalson von Nelson Mandela zum Richter am Verfassungsgericht der Republik Südafrika ernannt, dessen Leitung er zugleich übernahm. Diesen Posten hatte er bis 2005 inne.

## Sonstiges
Chaskalson war mit Lorraine Chaskalson, einer promovierten Philosophin verheiratete, die Vorlesungen an der Witwatersrand-Universität hielt. Aus der Ehe gingen zwei Söhne hervor. Am 1. Dezember 2012 verstarb Chaskalson an Leukämie. Er wurde auf dem West Park Cemetery in Johannesburg beerdigt.

## Mitgliedschaften (Auswahl)
- Ehrenmitglied der Anwaltskammern von New York und Boston
- Präsident der Internationalen Juristenkommission (2002–2008)
- ausländisches Ehrenmitglied der American Academy of Arts and Sciences (2008)
- Ehrenmitglied der Amerikanischen Gesellschaft für internationales Recht (2013, postum)

## Auszeichnungen (Auswahl)
- Honorarprofessor Witwatersrand-Universität (1981)
- Ehrendoktorwürde unter anderem der Universitäten Natal (1986), Amsterdam (2002), Stellenbosch (2008)
- Supreme Counsellor des Order of the Baobab (2002)
- Gruber Justice Prize (2004)

## Publikationen (Auswahl)
- The legal system in South Africa 1960–1994. In: South African Law Journal. 115(1)/1998. Juta and Company, S. 21–36, ISSN 0038-2388.
- From wickedness to equality: the moral transformation of South African law. In: International Journal of Constitutional Law. 1(4)/2003. Oxford University Press, S. 590–609, ISSN 1474-2640.
- Preserving civil liberties in an age of global terror: international perspectives. In: Cardozo Law Review. 29(1)/2007. Benjamin N. Cardozo School of Law, S. 11–19, ISSN 0270-5192.
- The widening gyre: counter-terrorism, human rights and the rule of law. In: Cambridge Law Journal. 67(1)/2008. Cambridge University Press, S. 69–91, ISSN 0008-1973.
- What’s happening to the right to a fair hearing? In: Israel Law Review. 41(3)/2008. Minerva Center for Human Rights, S. 522–544, ISSN 0021-2237.